# Yes Minister

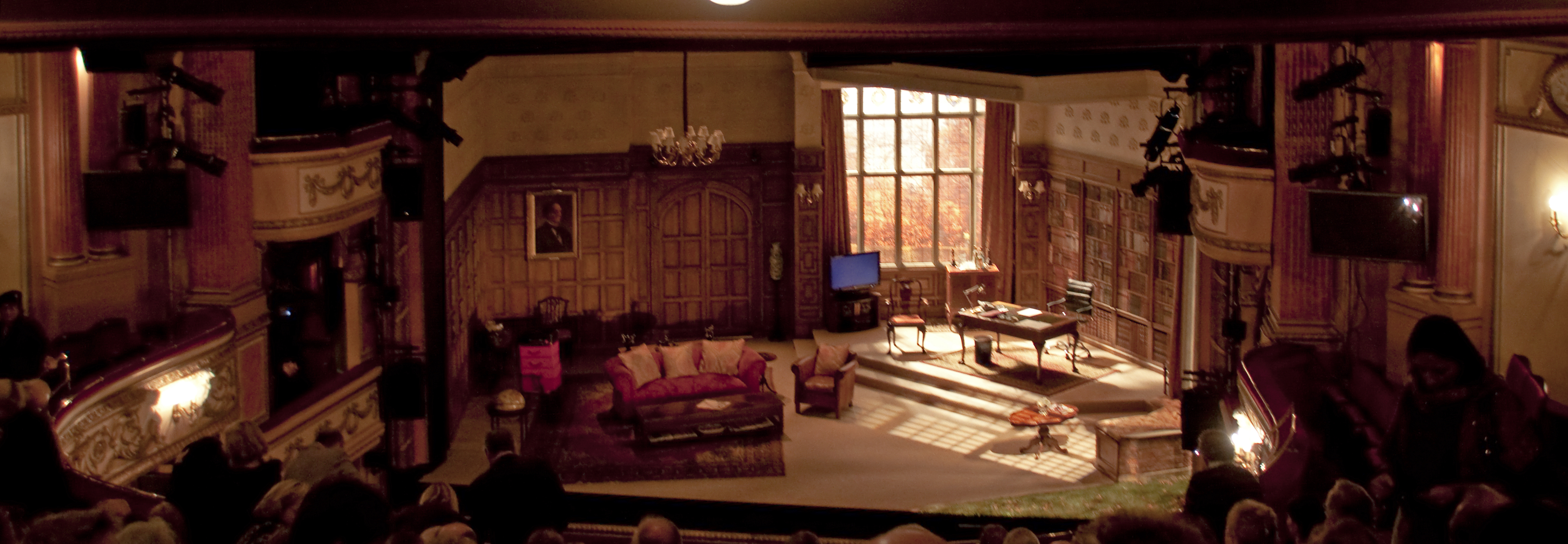
Estúdio de gravação da sitcon

Yes Minister foi uma sitcom de comédia britânica, escrita por Sir Antony Jay e Jonathan Lynn que foi transmitida pela primeira vez pela BBC Television entre 1980 e 1984, dividida em três séries de sete episódios. A sequela, Yes, Prime Minister, decorreu de 1986 a 1988. No total foram 39 episódios, dos quais todos, exceto dois, duraram meia hora, cada episódio terminando com o título da série como uma resposta a qualquer pergunta feita por Hacker. Vários episódios foram adaptados para a BBC Radio, e uma peça teatral foi produzida em 2010, o último levando a uma nova série de televisão na UKTV Gold em 2013.
Em Portugal, foi emitiu na RTP1 até ao início dos anos 90, repetindo mais tarde na RTP2 e na RTP Memória. Há também alguns rumores de espetadores de uma repetição na SIC Comédia, entre 2004 e 2006. 
A série recebeu uma série de prêmios, incluindo vários BAFTA e em 2004 foi votado o sexto Melhor Sitcom em Britain's Best Sitcom. Foi o programa de televisão favorito da então primeira-ministra do Reino Unido, Margaret Thatcher.

## Sinopse
James Hacker (Paul Eddington) é nomeado ministro da administração interna, porém, a vida de ministro é mais dificil do que James esperava. Tem na sua vida um chefe de gabinete (Nigel Hawthorne) e Bernard Wooley (Derek Fowlds), o seu secretário. Em cada episódio, James, desempenha o seu cargo como ministro, mas conseguirá faze-lo de forma responsável?